# مشهور أبو دقة
مشهور محمد أبو دقة أكاديمي ومحاضر فلسطيني شغل منصب وزير وزارة النقل والمواصلات الفلسطينية ضمن حكومة سلام فياض الأولى في الفترة 2007–2009، ومنصب وزير وزارة الاتصالات وتكنولوجيا المعلومات الفلسطينية ضمن حكومة سلام فياض الثانية في مايو 2009 واستمر حتى استقالته في أبريل 2012.